# Jean Ier de Rubempré
Pour les articles homonymes, voir Rubempré (homonymie).
 (mars 2025).
La mise en forme du texte ne suit pas les recommandations de Wikipédia : il faut le « wikifier ».
Les points d'amélioration suivants sont les cas les plus fréquents :
- Les titres sont pré-formatés par le logiciel. Ils ne sont ni en capitales, ni en gras.
- Le texte ne doit pas être écrit en capitales (les noms de famille non plus), ni en gras, ni en italique, ni en « petit »…
- Le gras n'est utilisé que pour surligner le titre de l'article dans l'introduction, une seule fois.
- L'italique est rarement utilisé : mots en langue étrangère, titres d'œuvres, noms de bateaux, etc.
- Les citations ne sont pas en italique mais en corps de texte normal. Elles sont entourées par des guillemets français : « et ».
- Les listes à puces sont à éviter, des paragraphes rédigés étant largement préférés. Les tableaux sont à réserver à la présentation de données structurées (résultats, etc.).
- Les appels de note de bas de page (petits chiffres en exposant, introduits par l'outil «  Source ») sont à placer entre la fin de phrase et le point final[comme ça].
- Les liens internes (vers d'autres articles de Wikipédia) sont à choisir avec parcimonie. Créez des liens vers des articles approfondissant le sujet. Les termes génériques sans rapport avec le sujet sont à éviter, ainsi que les répétitions de liens vers un même terme.
- Les liens externes sont à placer uniquement dans une section « Liens externes », à la fin de l'article. Ces liens sont à choisir avec parcimonie suivant les règles définies. Si un lien sert de source à l'article, son insertion dans le texte est à faire par les notes de bas de page.
- La présentation des références doit suivre les conventions bibliographiques. Il est recommandé d'utiliser les modèles {{Ouvrage}}, {{Chapitre}}, {{Article}}, {{Lien web}} et/ou {{Bibliographie}}. Le mode d'édition visuel peut mettre en forme automatiquement les références.
- Insérer une infobox (cadre d'informations à droite) n'est pas obligatoire pour parachever la mise en page.

Pour une aide détaillée, merci de consulter Aide:Wikification.
Si vous pensez que ces points ont été résolus, vous pouvez retirer ce bandeau et améliorer la mise en forme d'un autre article.
Jean Ier de Rubempré est un noble français du XIVe siècle, 5e seigneur de Rubempré, d’Authie, de Glisieu et d’Eggicourt. Prétendant au trône de Hongrie par Alexandre Sans-Terre.

## Biographie

### Origines
Jean Ier de Rubempré est le fils de Marie-Anne de Coucy, Dame de Coucy, et d'Antoine Ier de Rubempré, 4e seigneur de Rubempré, d’Authie, de Glisieu et d’Eggicourt. Il appartient à la branche de Rubempré, prétendante au trône de Hongrie.

### Carrière
Comme son père et son grand-père, il devient écuyer. Il aurait participé à la guerre contre la Prusse, où il aurait remporté des succès[réf. à confirmer].

### Mariage et Descendance
En 1325, il épouse Jeanne d'Halluin, fille de Wautier d'Halluin et de Marguerite d’Ottignies. Ils ont quatre enfants :  
- Robert de Rubempré († 1405), héritier des seigneuries de Rubempré et d’Authie, acquéreur de la seigneurie de Sintaye.
- Lancelot de Rubempré († 1415), Grand Bailli du Cambrésis, sans alliance ni descendance.
- Marie de Rubempré
- Jeanne de Rubempré

### Décès
Il meurt à Cambrai et est inhumé dans l’Église Notre-Dame de Cambrai[réf. à confirmer].